# Mark Reizen
Mark Ossipovitch Reizen (en russe : Марк Осипович Рейзен) est une basse soviétique, né à Zaïtsevo (gouvernement d'Ekaterinoslav; aujourd'hui quartier de Gorlovka en Ukraine) dans l'Empire russe le 21 juin 1895 et mort à Moscou en Russie, le 25 novembre 1992.

## Biographie
Son père d'origine juive, Ossip Matveïevitch Reisen, possédait un entrepôt de charbon pour approvisionner la gare voisine de Nikitovka. En 1908, la famille déménage à Lougansk. Mark Ossipovitch Reizen se destinait d'abord au métier d'ingénieur, avant d'être encouragé, pendant ses études à Kharkov, à s'orienter vers le chant. Sa haute stature, la puissance et la portée de sa voix très flexible en firent rapidement le successeur officiel de Fédor Chaliapine, quoiqu'il lui en cédât en termes d'expressivité[réf. nécessaire]. S'il chanta les plus grands rôles du répertoire russe (Boris Godounov, Rouslan, le prince Grémine, etc.), il fut surtout identifié à celui de Dossifeï dans La Khovanchtchina, qu'il enregistra deux fois (1946, avec Boris Khaïkine, et 1951). D'une robustesse peu commune, Reizen a chanté l'air de Grémine à l'occasion de ses 90 ans.
Il est inhumé au cimetière Vvedenskoïé de Moscou.

## Titres et récompenses
- Artiste du peuple de l'URSS : 1937
- prix Staline de 1er classe : 1941, pour les performances d'expression vocale
- prix Staline de 1er classe : 1949, pour le spectacle d'opéra Boris Godounov de Modeste Moussorgski
- prix Staline de 1er classe : 1951, pour le spectacle d'opéra La Khovanchtchina de Modeste Moussorgski
- Ordre de Lénine : 1937, 1951, 1976
- Ordre du Drapeau rouge du Travail : 1955
- Ordre de l'Amitié des peuples : 1985